# Giovanni Francesco II Pico della Mirandola
Giovanni Francesco II Pico, meglio noto come Gianfrancesco II Pico (Mirandola o Ferrara, 1469 – Mirandola, 15 ottobre 1533), è stato un nobile, filosofo e letterato italiano, signore di Mirandola e conte di Concordia in tre periodi differenti: prima dal 1499 al 1502, poi nuovamente per pochi mesi nel 1511 ed infine, ma stavolta privato di Concordia, dal 1514 al 1533; infine verrà assassinato dal nipote Galeotto II Pico, suo successore definitivo.

## Biografia

### Infanzia e ascesa
Era figlio di Galeotto I Pico e di Bianca Maria d'Este, figlia di Niccolò III d'Este. Succedette al padre nel governo dei feudi, ricevendo conferma dell'investitura dall'imperatore Massimiliano I d'Asburgo nel 1499. Nel 1502 i fratelli, non contenti, assediarono e bombardarono la Mirandola e imprigionarono Gianfrancesco, che fu rilasciato solo con la promessa di cessione dei domini; liberato, si ritirò a Roma.

### Studi filosofici

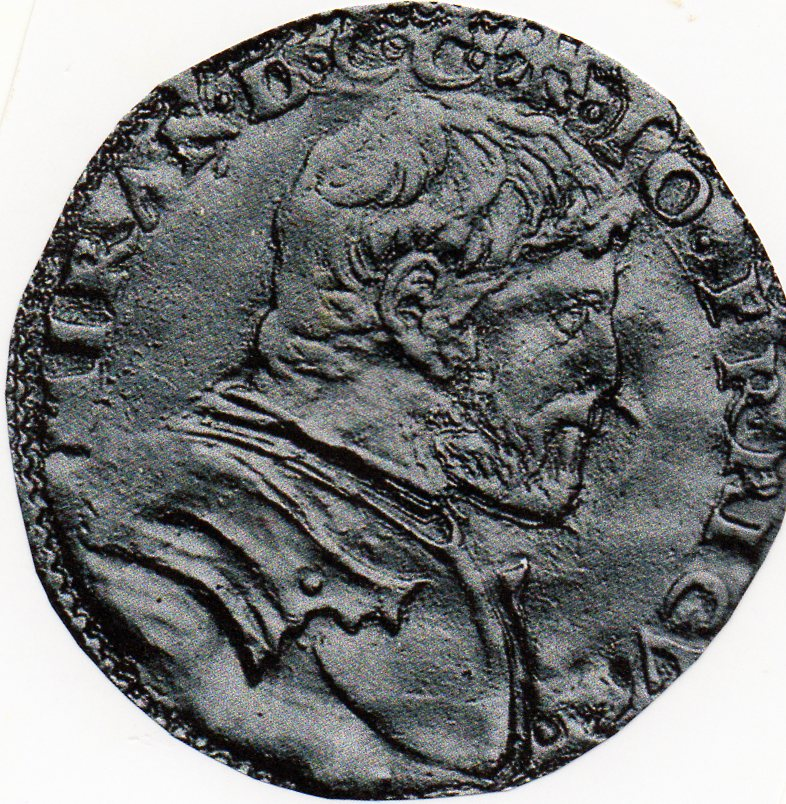
Moneta di Gian Francesco II (1515)

Contrastò la cultura classica a favore del Cristianesimo. Scrisse nel 1496 una biografia del famoso zio Giovanni Pico, intitolata Vita, anteposta a un volume che ne raccoglieva l'Opera omnia, e riprese alcune sue dottrine, come la lotta contro l'astrologia. Seguace di Girolamo Savonarola, si batté inutilmente per la sua assoluzione, e ne scrisse dopo la morte una biografia.
Sostenne da un lato la necessità di un rinnovamento della disciplina ecclesiastica e dall'altro l'incompatibiltà della filosofia antica col cattolicesimo. Scrisse il De reformandis moribus, che inviò a Papa Leone X, l'Examen vanitatis doctrinae gentium et veritatis christianae disciplinae, nel quale attaccò la filosofia arcaica; e, non ultimo, Libro detto strega o delle illusioni del demonio (1523), sulle possessioni demoniache.
L'Examen non attacca soltanto la filosofia arcaica, ma si scaglia ugualmente contro Aristotele, Tommaso d'Aquino e il pensiero tomista. Dei due pensatori, Pico contesta la fiducia nella conoscenza e nella ragione, che permetterebbero con la forza dell'intelletto di intuire le verità ultime. Al contrario, al pari della dottrina esposta da Nicola Cusano nel De docta ignorantia (1440), Pico nutre una profonda sfiducia nelle capacità umane, riconoscendo alla ragione solo la possibilità di giungere a conclusioni arbitrarie.
Riprendendo alcune tesi tipiche dello scetticismo di Pirrone e Sesto Empirico, il filosofo nega la validità dei sillogismi e dell'induttivismo, svaluta l'idea della causalità. Nulla è conoscibile, mentre la fede può fondarsi solo su una rivelazione.

### Morte
Morì assassinato dal nipote Galeotto II nel 1533 assieme all'ultimogenito Alberto, di 24 anni.

## Opere (selezione)
- De imaginatione (1501)
- De providentia Dei (1508)
- De rerum praenotione (1506-1507)
- De studio divinae et humanae philosophiae (1496)
- Dialogus de adoratione (1524)
- Examen vanitatis doctrinae gentium, et ueritatis Christianae disciplinae (1520)
- Ioannis Pici Mirandulae Vita (1496)
- Strix, sive de ludificatione daemonum (1523)
- Vita Hieronymi Savonarolae (1530)
- Opera Omnia (1573) (riedite nel 1969, 1972)
- Quaestio de falsitate astrologiae (ca. 1510)

## Discendenza
Il 26 marzo 1491 Gianfrancesco II Pico sposò Giovanna Carafa, signora di Roddi (*1525–†1534), figlia di Giovanni Tommaso Carafa, conte di Maddaloni, e di Giulia Sanseverino. Insieme ebbero I seguenti figli:
1. Gian Tommaso Pico (* 1492 – † 1567), signore di Roddi dal 1534.[1] Nel 1523 sposò Carlotta Orsini, figlia di Gian Giordano Orsini, signore di Bracciano, e di Felice Della Rovere, figlia illegittima del cardinale Giuliano Della Rovere (futuro papa Giulio II).[1] Ebbe discendenza:[1]
  1. Girolamo Pico (* 1525 – † 1588), signore di Roddi dal 1567.[1] Sposò Francesca Malaspina, figlia di Cesare Malaspina, marchese di Malgrate;[1]
  2. Virginio Pico (* 1527 – † assassinato poco prima del 6 aprile 1543);[1]
  3. Giovanni Antonio Pico (* battezzato il 4 gennaio 1530 – † 1559);[1]
  4. Maddalena Pico (* 1531 – † 1560), sposò il 16 febbraio 1560 Agostino Tizzone, conte di Desana.[1]
2. Beatrice Pico (* 1494 – † c.1550), sposò Paolo Torelli, conte di Montechiarugolo († 2 gennaio 1525), ed ebbero discendenza;[1]
3. Anna Pico (* 1496 – † 1542), a Genova nel 1513 sposò Antoniotto II Adorno, doge di Genova, signore di Ovada e Sale;[1]
4. Galeotto Pico (* 1498 – † 1501);[1]
5. Caterina Pico (* battezzata il 20 dicembre 1501 – † 1531);[1]
6. Cecilia Pico (* 1505 – † 1546), monaca clarissa con il nome di suor Maria Cornelia al monastero di Santa Cecilia di Firenze;[1]
7. Alberto Pico (* dicembre 1507 – † 1533), assassinato insieme al padre da Galeotto II Pico;[1]
8. Giulia Pico (* battezzata il 14 ottobre 1509 – † dopo il 26 maggio 1575), a Mirandola nel 1526 sposò Sigismondo I Malatesta, co-signore di Rimini;[1]
9. Maria Pico (* 1510 – † 1531);[1]
10. Paolo Pico (* 1511 – † marzo 1567[6]), co-signore di Roddi dal 1538.[1] Sposò nel 1550 in prime nozze Caterina, figlia di Galeotto Ceva della Bosia di Garessio, signore di Bossolasco;[1] poi nel 1562 sposò in seconde nozze Costanza del Carretto, figlia di Ottaviano del Carretto, marchese di Millesimo e conte di Cengio, e di Nicoletta Della Rovere, figlia di Stefano Vigerio Della Rovere, patrizio di Savona.[1] Ebbe i seguenti figli:[1]
  1. dalla 1ª moglie: Giovanna Pico (* 1552 – † 1578), il 18 maggio 1574 sposò, dopo una lunga contesa e dietro costrizione[7], Michele Antonio del Carretto di Lesegno, marchese di Cravanzana;[1]
  2. dalla 2ª moglie: Eleonora Pico (* 1565 – † 1621), signora di Roddi dal 15 novembre 1588 e poi contessa di Roddi dal 12 dicembre 1588.[1] Sposò a Mantova nel 1584 in prime nozze Ascanio Andreasi, conte di Rivalta;[1] poi nel 1595 sposò in seconde nozze Enrico Biandrate di San Giorgio, conte di Foglizzo;[1]
  3. illegittimo: Marzio Pico (* 1540 – † 1584), sposò Caterina Trona, figlia di Antonio Trona, signore di Torrone e Clarafond.[1] Ebbe i seguenti figli:
    1. Tommaso Pico (* c.1565 – † 1587), co-signore di Roddi;[1]
    2. illegittimo: Paolo Pico (* ... – † 1631), monaco benedettino all'Abbazia di Lucedio.[1]

Ebbe inoltre due figli illegittimi:
1. Galeotto Pico (vivente nel 1531);
2. Sebastiana Pico (battezzata il 25 agosto 1527).

## Ascendenza
|                            |                  |                        | Genitori                 |  |  | Nonni |  |  | Bisnonni        |  |  | Trisnonni         |  |
|                            |                  |                        |                          |  |  |       |  |  | Giovanni I Pico |  |  | Francesco II Pico |  |
|                            |                  |                        |                          |  |  |       |  |  | Giovanni I Pico |  |  | Francesco II Pico |  |
|                            |                  | ?                      |                          |  |  |       |  |  | Giovanni I Pico |  |  |                   |  |
| Gianfrancesco I Pico       |                  |                        |                          |  |  |       |  |  | Giovanni I Pico |  |  |                   |  |
|                            |                  | Caterina Bevilacqua    | ?                        |  |  |       |  |  |                 |  |  |                   |  |
|                            |                  | Caterina Bevilacqua    | ?                        |  |  |       |  |  |                 |  |  |                   |  |
|                            |                  | Caterina Bevilacqua    | ?                        |  |  |       |  |  |                 |  |  |                   |  |
| Galeotto I Pico            |                  | Caterina Bevilacqua    |                          |  |  |       |  |  |                 |  |  |                   |  |
|                            |                  | Feltrino Boiardo       | Matteo Boiardo           |  |  |       |  |  |                 |  |  |                   |  |
|                            |                  | Feltrino Boiardo       | Matteo Boiardo           |  |  |       |  |  |                 |  |  |                   |  |
|                            |                  | Feltrino Boiardo       | Bernardina Lambertini    |  |  |       |  |  |                 |  |  |                   |  |
| Giulia Boiardo             |                  | Feltrino Boiardo       |                          |  |  |       |  |  |                 |  |  |                   |  |
|                            |                  | Guiduccia da Correggio | Gherardo VI da Correggio |  |  |       |  |  |                 |  |  |                   |  |
|                            |                  | Guiduccia da Correggio | Gherardo VI da Correggio |  |  |       |  |  |                 |  |  |                   |  |
|                            |                  | Guiduccia da Correggio | ?                        |  |  |       |  |  |                 |  |  |                   |  |
| Giovanni Francesco II Pico |                  | Guiduccia da Correggio |                          |  |  |       |  |  |                 |  |  |                   |  |
|                            | Alberto V d'Este | Obizzo III d'Este      |                          |  |  |       |  |  |                 |  |  |                   |  |
|                            | Alberto V d'Este | Obizzo III d'Este      |                          |  |  |       |  |  |                 |  |  |                   |  |
|                            | Alberto V d'Este | Lippa Ariosti          |                          |  |  |       |  |  |                 |  |  |                   |  |
| Niccolò III d'Este         | Alberto V d'Este |                        |                          |  |  |       |  |  |                 |  |  |                   |  |
|                            |                  | Isotta Albaresani      | Alberto Albaresani       |  |  |       |  |  |                 |  |  |                   |  |
|                            |                  | Isotta Albaresani      | Alberto Albaresani       |  |  |       |  |  |                 |  |  |                   |  |
|                            |                  | Isotta Albaresani      | ?                        |  |  |       |  |  |                 |  |  |                   |  |
| Bianca d'Este              |                  | Isotta Albaresani      |                          |  |  |       |  |  |                 |  |  |                   |  |
|                            |                  | ?                      | ?                        |  |  |       |  |  |                 |  |  |                   |  |
|                            |                  | ?                      | ?                        |  |  |       |  |  |                 |  |  |                   |  |
|                            |                  | ?                      | ?                        |  |  |       |  |  |                 |  |  |                   |  |
| Anna de' Roberti           |                  | ?                      |                          |  |  |       |  |  |                 |  |  |                   |  |
|                            |                  | ?                      | ?                        |  |  |       |  |  |                 |  |  |                   |  |
|                            |                  | ?                      | ?                        |  |  |       |  |  |                 |  |  |                   |  |
|                            |                  | ?                      | ?                        |  |  |       |  |  |                 |  |  |                   |  |
|                            |                  | ?                      |                          |  |  |       |  |  |                 |  |  |                   |  |